# Ensorcellement supposé en 1973 dans le Berry
L'affaire d'ensorcellement supposé en 1973 dans le Berry est une affaire de sorcellerie supposément survenue en 1973 dans le Berry.

## Histoire
Les noms utilisés dans cette narration sont fictifs.
En 1957, le Docteur Henri Lavaronnière, vétérinaire, achète un grand domaine agricole dans sa région d'origine le Berry à proximité de La Châtre. Il entreprend d'établir une grande ferme d'élevage de moutons. Après quelque temps, des phénomènes étranges touchent son exploitation, sa famille, et lui même, et sont rapidement attribués à de la sorcellerie. Il fait venir Jeanne Anguerny de Normandie que le docteur avait vu à l'œuvre, apte selon lui à le désenvouter. Cette dernière finit par identifier une mère de famille voisine, Solange Mauvoisin, locataire du Docteur Henri Lavaronnière, comme sorcière à l'origine de tous ces maux.

## Enquête
À la demande de Pierre Dumayet, une enquête journalistique est conduite par Philippe Alfonsi et Patrick Pesnot qui rencontrent Henri Lavaronnière et qui ont accès entre autres à son journal intime. Il en tire un documentaire puis un livre, L'Œil du sorcier, qui donnera lieu au scénario d'un téléfilm. Le livre L'Œil du sorcier est réédité en 2011.

## Vidéographie
- L'Œil du sorcier, téléfilm de 1979 d'Alain Dhénaut

## Émission de radio
- Les ensorcelés du Berry, Affaires sensibles, 23 janvier 2020, France Inter, [lire en ligne]
- Les moutons se sont pendus, Podcast, [lire en ligne]